# Dore Schary
Isadore „Dore“ Schary (* 31. August 1905 in Newark, New Jersey; † 7. Juli 1980 in New York City) war ein US-amerikanischer Schriftsteller, Drehbuchautor und Filmproduzent. Von 1951 bis 1956 war er Studiochef des Hollywood-Filmproduktionsunternehmens Metro-Goldwyn-Mayer (MGM).

## Leben
Scharys Eltern, Herman Hugo und Belle (Drachler) Schary, waren russisch-jüdische Einwanderer und betrieben in Newark eine Delikatessenhandlung. Schary besuchte in Newark die Central High School, verließ diese mit vierzehn Jahren und übte Teilzeitjobs aus, kehrte aber an die Schule zurück, nachdem er erkannt hatte, dass er ohne Ausbildung beruflich nicht weiterkommen würde. Von 1928 an gehörte er wechselnden Schauspieltruppen an, bei denen er kleine Bühnenrollen spielte und mit dem Schreiben von Stücken begann.
1932 engagierten Columbia Pictures ihn als Drehbuchautor, bereits im Jahr darauf verließ er das Unternehmen jedoch, um als Drehbuchautor freiberuflich zu arbeiten. Mit seinem Skript für den Film Teufelskerle gewann Schary 1939 einen Oscar. Von 1941 war er neben seiner Drehbucharbeit auch als Produzent für die B-Movie-Sektion von MGM tätig, die er 1943 verließ, um für David O. Selznick zu arbeiten. 1947 wurde Schary Produzent bei RKO.
1948 engagierte MGM-Studiochef Louis B. Mayer Schary als Produktionschef, stritt sich mit ihm in den folgenden Jahren aber ständig über die Philosophie des Unternehmens. Während Mayer üppige und gefällige Unterhaltungsfilme bevorzugte, tendierte Schary zu Produktionen, die nach Mayers Empfinden zu viel „message“ enthielten. Nachdem das Unternehmen – durch gerichtliche Angriffe auf die Truststruktur der Filmunternehmen und durch die Konkurrenz des jungen Mediums Fernsehen – Ende der 1940er Jahre in die Krise geriet, löste Schary Mayer 1951 als MGM-President ab. Er bekleidete diese Position jedoch nur fünf Jahre lang. 1956 wurde der bisherige Vice President Benjamin Thau sein Nachfolger.
1958 gründete Schary ein eigenes Produktionsunternehmen, die Schary Productions, die bis 1963 jedoch nur drei Filme hervorbrachten. Daneben schrieb er weiterhin Drehbücher und Broadwaystücke, darunter Sunrise at Campobello, ein Bühnenstück über Franklin D. Roosevelts Kampf mit seiner Lähmung, das nach der Uraufführung 1958 mit vier Tony Awards ausgezeichnet wurde. 1960 produzierte Schary eine Filmadaption (Sunrise at Campobello). Etwas später führte er zum einzigen Mal selbst Regie in einem Film, und zwar in der Moss-Hart-Filmbiografie Act One (1963).
Während seiner gesamten Laufbahn als Filmmanager war Schary, der den Demokraten nahestand, politisch engagiert. Während der McCarthy-Ära war er ein weithin wahrgenommener Gegner des Blacklisting. 1952 und 1956 unterstützte er die Präsidentschaftskandidatur von Adlai Stevenson. Von 1963 bis 1969 war er Vorsitzender der jüdischen Anti-Defamation League. In derselben Zeit war er auch Kulturbeauftragter in der Administration des New Yorker Bürgermeisters John Lindsay.
Schary war seit 1932 mit der Künstlerin Miriam Svet verheiratet und hatte mit ihr drei Kinder, darunter die Autorin Jill Robinson (1936–2024). Er starb in seinem New Yorker Zuhause und liegt auf dem Hebrew Cemetery in West Long Branch, New Jersey begraben.

## Filmografie (Auswahl)
Drehbuch
- 1935: Mississippi
- 1938: Teufelskerle (Boys Town)
- 1940: Der junge Edison (Young Tom Edison)
- 1940: Der große Edison (Edison, the Man)
- 1940: Behind the News
- 1955: The Battle of Gettysburg
- 1958: Das Leben ist Lüge (Lonelyhearts)
- 1960: Sunrise at Campobello

Produktion
- 1943: Heimweh (Lassie Come Home)
- 1944: Ich werde dich wiedersehen (I'll Be Seeing You)
- 1946: Die Wendeltreppe (The Spiral Staircase)
- 1947: Im Kreuzfeuer (Crossfire)
- 1947: Die Farmerstochter (The Farmer’s Daughter)
- 1947: So einfach ist die Liebe nicht (The Bachelor and the Bobby-Soxer)
- 1949: Kesselschlacht (Battleground)
- 1951: Go for Broke!
- 1951: Karawane der Frauen (Westward the Women)
- 1952: Schiff ohne Heimat (Plymouth Adventure)
- 1952: The Hoaxters
- 1953: Arena
- 1953: Du und keine andere (Dream Wife)
- 1953: Sprung auf, marsch, marsch! (Take the High Ground!)
- 1955: Stadt in Angst (Bad Day at Black Rock)
- 1955: The Battle of Gettysburg
- 1956: Der Schwan (The Swan)
- 1956: Die letzte Jagd (The Last Hunt)
- 1957: Das Land des Regenbaums (Raintree County)
- 1957: Warum hab’ ich ja gesagt? (Designing Woman)
- 1958: Das Leben ist Lüge (Lonelyhearts)

andere Funktion
- 1949: Kuß um Mitternacht (That Midnight Kiss) – Sprecher der Einleitung

## Auszeichnungen
- 1947 – Golden Slipper Club Award
- 1948 – Thomas Jefferson Award des Council Against Intolerance in America
- 1969 – Valentin Davies Award der Writers Guild of America

## Wirkung
Die Anti-Defamation League hat 1982 einen Dore Schary Award geschaffen, einen Preis, mit dem seitdem alljährlich junge Filmkünstler ausgezeichnet werden, die sich um Menschenrechte und den Kampf gegen Vorurteile besonders verdient gemacht haben.

## Veröffentlichungen von Dore Schary (Auswahl)
- Case History of a Movie, 1950